# マムフォード先生
『マムフォード先生』（Mumford）は、ローレンス・カスダン監督・脚本・製作による1999年のアメリカ合衆国の映画。日本では劇場未公開。

## あらすじ
マムフォードという小さな田舎町に、町の名と同じマムフォードという精神科医がやってくる。
開業するや、すぐにマムフォードはこの町で最も信頼される医者となる。
やがてマムフォードは、患者として訪れたソフィーに恋をするが、実はマムフォードは、人には言えないある秘密を抱えていた…。

## キャスト
- ローレン・ディーン
- ホープ・デイヴィス
- ジェイソン・リー
- アルフレ・ウッダード
- メアリー・マクドネル
- プルイット・テイラー・ヴィンス
- ズーイー・デシャネル
- マーティン・ショート
- デヴィッド・ペイマー
- ジェーン・アダムス
- ケヴィン・タイ
- ダナ・アイヴィ
- テッド・ダンソン
- ジェイソン・リッター
- エリザベス・モス
- ロバート・スタック
- サイモン・ヘルバーク

## 評価
2800万ドルの製作費がかけられたが、北米での興行収入は455万5459ドルに終わった。
Rotten Tomatoesでは77件の批評家レビューで支持率は56%となった。